# 27810 Daveturner
27810 Daveturner è un asteroide della fascia principale. Scoperto nel 1993, presenta un'orbita caratterizzata da un semiasse maggiore pari a 1,9341324 UA e da un'eccentricità di 0,0542588, inclinata di 18,40376° rispetto all'eclittica.